# なつはづき
なつはづき（1968年6月22日 - ）は、日本の俳人。「青山俳句工場05」「豈」「天晴」所属。「俳句新空間」「蘖通信」「連の会」に参加。超結社「朱夏句会」代表。現代俳句協会研修部長。現代俳句協会俳句通信添削教室講師。現代俳句オープンカレッジ（GHOC）講師。神奈川県現代俳句協会幹事・企画部長。句集『ぴったりの箱』（朔出版）。私家版句集『朱夏』。

## 来歴
静岡県生まれ。横浜市鶴見区在住。2008年に俳句を作り始める。
- 2018年（平成30年） - 第36回現代俳句新人賞受賞
- 2019年（令和元年） - 第5回攝津幸彦記念賞準賞受賞
- 2020年（令和2年） - 第一句集『ぴったりの箱』（朔出版）上梓
- 2021年（令和3年） - 第76回現代俳句協会賞最終候補（句集『ぴったりの箱』にて）
- 2022年（令和4年） - 第7回攝津幸彦記念賞受賞
- 2023年（令和5年） - 第8回攝津幸彦記念賞選考委員
- 2023年（令和5年） - 第24回現代俳句協会年度作品賞最終候補（「付箋」30句にて）
- 2024年（令和6年） - 7月28日（日）放送の『NHK俳句』に出演。「蛇いちご母をまっすぐ見られぬ日」にて番組史上初の最高点（8点・作者以外全員特選）を獲得
- 2025年（令和7年） - 第二句集『人魚のころ』（朔出版）上梓
- 2025年（令和7年） - 第26回現代俳句協会年度作品賞受賞（「朱夏」30句にて）